# Indústria moveleira no Brasil
A Indústria moveleira no Brasil é o ramo de produção voltado para a fabricação de mobiliário para diversos usos, notadamente doméstico e comercial, transformando a matéria-prima, composta principalmente de madeira e seus derivados, metais, plásticos, couro e tecidos, em móveis. O setor é composto por cerca de dezenove mil empresas, sendo que 80% delas estão nas regiões Sul e Sudeste, tendo São Paulo como o estado de maior produção, seguido do Rio Grande do Sul, Minas Gerais, Paraná e Santa Catarina. Produzindo aproximadamente 512 milhões de peças ao ano, o Brasil responde por 3,7% da produção mundial, fazendo o setor ser responsável por 1,9% da receita líquida da indústria nacional, com mais de 320 mil empregos no país.

## Histórico

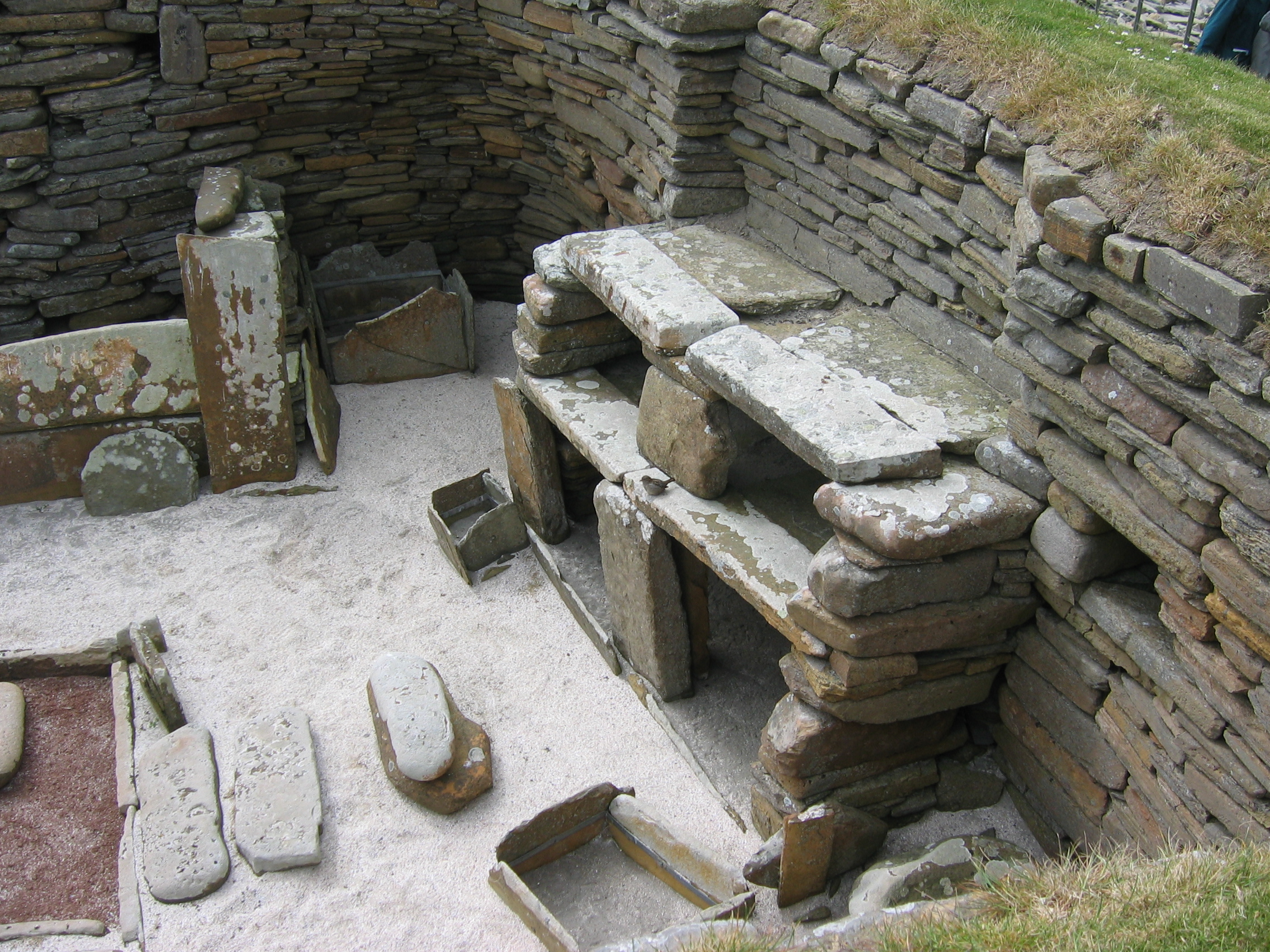
Skara Brae, vestígios dos primeiros móveis da História

Quando o homem deixou de ser nômade e passou a ter habitação fixa, começou a desenvolver objetos para seu conforto, dentro de suas possibilidades técnicas e matérias-primas disponíveis. A estimativa é que os primeiros móveis surgiram no final do período neolítico, entre 3 100 e 2 500 a.C., na região do atual Reino Unido, em Skara Brae, uma povoação em pedra onde lajes foram utilizadas para a criação de prateleiras, camas e outros objetos que davam a ideia inicial de mobiliário.
O Antigo Egito foi uma das primeiras sociedades organizadas a fazer uso de móveis. A arqueologia possibilitou a descoberta de vários desses objetos, nas tumbas de reis e rainhas. Trata-se de móveis domésticos, como bancos, cadeiras, camas e mesas, ou de uso cerimonial, como tronos. 
Já na Grécia, o conforto era valorizado com a criação de móveis que se adaptavam ao corpo. O uso de cada tipo de peça era determinado pela ocasião, havendo aqueles para cerimônias ao ar livre e outros para o uso cotidiano, como também cadeiras voltadas para o público feminino. 
O mobiliário grego influenciou a produção dos móveis romanos, mas estes aprimoraram o luxo com o uso de materiais nobres, como o bronze e o mármore. Em Roma, também havia a distinção de peças para o uso comum e o uso cerimonial. Eles criaram modelos próprios, como uma cadeira semi-circular e mesas pequenas com três pés. Destaca-se algumas características, como pés e pernas de mesas com formato de patas de leão ou de figuras mitológicas. Entre suas criações está a Cattedra, uma espécie de cadeira com encosto, voltada para mulheres e idosos. Tal modelo foi adotado pela Igreja Católica, na Idade Média, para espaços religiosos. Hoje a Cátedra é a cadeira destinada ao uso dos mais altos cargos do clero, geralmente bispos e arcebispos, o que originou o termo Catedral.

## No Brasil

### Primórdios

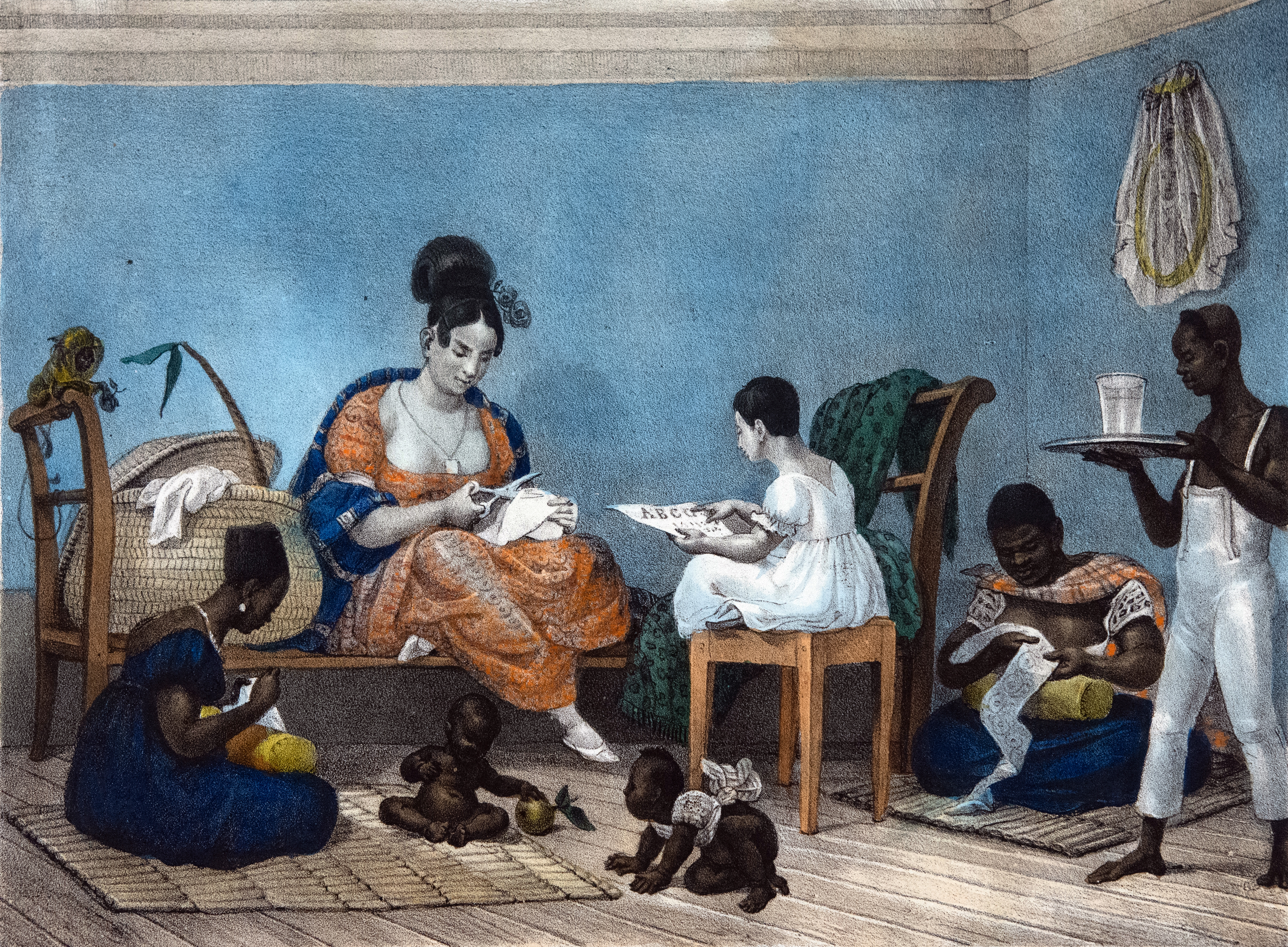
Cena do Séc. XIX (Debret)

O início da fabricação de móveis no Brasil é de difícil classificação. No período colonial existia o móvel português trazido da Europa; o móvel feito em Portugal com madeira brasileira; o móvel feito no Brasil por artesãos portugueses; o móvel feito no Brasil por artífices locais, mas estes aprendizes de portugueses ou com modelos daquele país; o móvel rústico, produzido localmente, mas ainda com inspirações lusitanas; o móvel brasileiro, feito por locais ou não, porém com temas inspirados na fauna e flora nativas.
Os primeiros estudos sobre a mobília brasileira ocorreram apenas no Século XX, porém na literatura é possível obter uma descrição detalhada das casas e objetos decorativos. A criação do Serviço de Patrimônio Histórico e Artístico Nacional, em 1937, abriu caminho para o advento da historiografia do mobiliário brasileiro, já na edição do primeiro número da "Revista IPHAN", no mesmo ano, com a publicação do texto "Mobiliário Nacional", sucedido por vários outros.

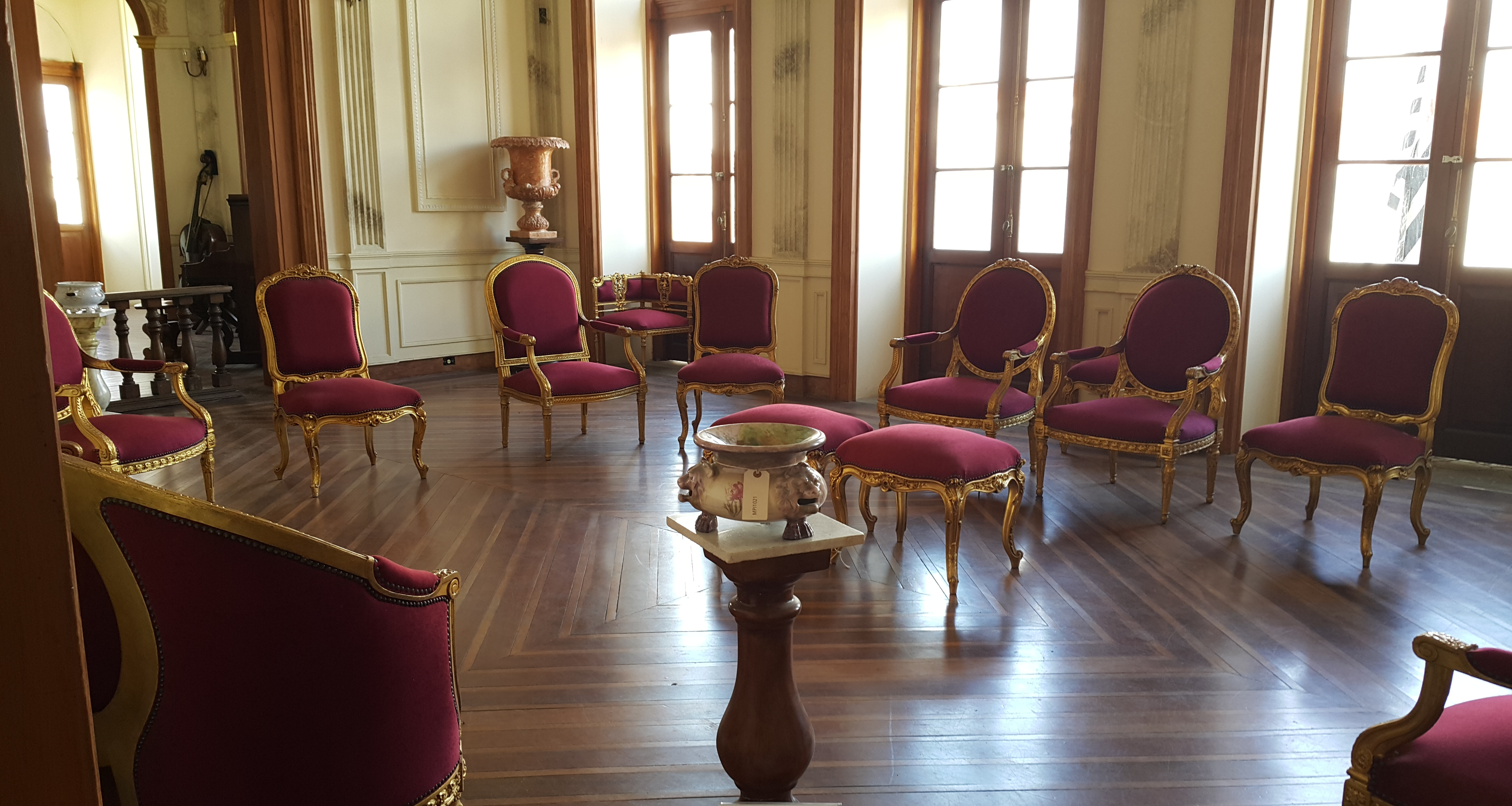
Mobília do Palacete Palmeira

Gilberto Freyre descrevia que alguns móveis ajudavam a compreender a cultura brasileira, como os bancos de varanda, que faziam referências à "cordialidade e hospitalidade da casa-grande, ao mesmo tempo garantidores do conservadorismo e da preservação da intimidade da família, ao passo em que compunham o espaço de transição entre o público e o privado" (FREYRE, 1987, p. 41-89). A rede também é demonstrada em Casa Grande & Senzala como a “cama brasileira”.

### Modernização
Até a década de 1940, o mobiliário brasileiro era composto basicamente de peças importadas. Foi na década seguinte que a industrialização nacional ganhou força, notadamente após a Segunda Guerra Mundial, evento que paralisou as importações. 
Nos anos 1950 e 1960 ocorreu uma ruptura no design tradicional de origem europeia, nascendo a indústria nacional, com estilo e desenhos próprios, fomentando a atividade profissional moveleira, voltadas a atender uma sociedade que crescia e se urbanizava.
Houve a partir da nacionalização uma preocupação com a produção de móveis com características brasileiras, adaptando-se às limitações, condições climáticas e materiais locais, especialmente madeiras e tecidos. 
Foi nesse contexto que se destacou a Fábrica de Móveis CIMO, fundada em 1913, em Santa Catarina, e que mais tarde seria a pioneira da produção de mobiliário desmontável e seriada. Com essa produção em escala, os preços caíram, o que popularizou os produtos nacionais e consagrou o design brasileiro.
A partir da década de 1960, o uso da madeira maciça passa a dividir espaço com o compensado, assim como o couro cedeu lugar ao tecido, em razão dos custos e facilidade de manuseio. 
Posteriormente, com o esgotamento das matas nativas e a necessidade de se acelerar e baratear a produção, os materiais utilizados passaram a ser placas de MDF e aglomerado. O plástico e o metal, pelos mesmos motivos, ganharam importância.

## Atualidade
Atualmente no Brasil existem mais de 15 mil indústrias do ramo moveleiros, que geram cerca de 320 mil empregos e produzem 512 milhões de peças a cada ano. Isso representa aproximadamente 32 bilhões de reais em vendas e 770 milhões de dólares em exportações.
Como os outros ramos da indústria, o setor de produção de móveis tem sofrido processo constante de modernização, com a implantação da chamada manufatura avançada, que consiste no uso da automação e de novos materiais que trazem economia de tempo e melhora na qualidade da cadeia produtiva e do produto final.
Hoje o design brasileiro de móveis é um dos mais consagrados do mundo, com diversos nomes reconhecidos pela criatividade, detentores de prêmios internacionais, como Joaquim Tenreiro, criador da "Cadeira de Três Pés", Paulo Mendes da Rocha e sua "Cadeira Paulistano", Sérgio Rodrigues e a "Poltrona Mole", Irmãos Campana, Zanini de Zanine, entre  outros.